# Pontinus clemensi
Pontinus clemensi is een  straalvinnige vissensoort uit de familie van schorpioenvissen (Scorpaenidae). De wetenschappelijke naam van de soort is voor het eerst geldig gepubliceerd in 1955 door John E. Fitch. De soort is genoemd naar Harold B. Clemens, die een exemplaar ving in de oostelijke Stille Oceaan voor de kust van Colombia. Het exemplaar was 282 mm lang.
De soort staat op de Rode Lijst van de IUCN als niet bedreigd, beoordelingsjaar 2008.